# وزارت دارایی (لسوتو)
وزارت دارایی لسوتو یکی از وزارت‌خانه‌های کابینه این کشور است که مسئولیت تدوین سیاست‌های مالی، اداره بودجه دولت، و مدیریت امور اقتصادی و منابع عمومی کشور را بر عهده دارد.

## فهرست وزیران
- بندیکت لسه‌تلی – ۱۹۶۵ تا ۱۹۶۷[۱]
- پیت انکوبه پیت – ۱۹۶۷ تا ۱۹۷۱[۱]
- اوریستوس سخونیانا – ۱۹۷۱ تا ۱۹۸۱[۱]
- ختلا راختلا – ۱۹۸۱ تا ۱۹۸۵
- پیت انکوبه پیت – ۱۹۸۶
- اوریستوس سخونیانا – ۱۹۸۶ تا ۱۹۹۱
- ابل لشله توآهلانه – ۱۹۹۱ تا ۱۹۹۴
- موکستی سناوانا – ۱۹۹۵ تا ۱۹۹۶
- ویکتور کِتسو – ۱۹۹۶ تا ۱۹۹۹
- کلبون آلبرت ماوپه – ۱۹۹۹ تا ۲۰۰۱
- موهلابی تسکوا – ۲۰۰۱ تا ۲۰۰۲
- تیموتی تاهانه – ۲۰۰۲ تا ۲۰۱۲[۲]
- ویکتور کِتسو – ۲۰۱۲ تا ۲۰۱۵[۳]
- 'مامفونو خاکتلا – ۲۰۱۵ تا ۲۰۱۷
- موکستی ماجورو – ۲۰۱۷ تا ۲۰۲۰[۴]
- تابو سوفونئا – ۲۰۲۰ تا ۲۰۲۲[۵]
- رتسلیستسوی ماتلان‌یانه – ۲۰۲۲ تا اکنون[۵]